# Ranunculus pedatifidus
Ranunculus pedatifidus es una especie de planta perenne perteneciente a la familia Ranunculaceae. Tiene una distribución circumpolar, en el Hemisferio Norte. Tiene dos variedades, var. pedatifidus de Asia y var. affinis de Norteamérica.

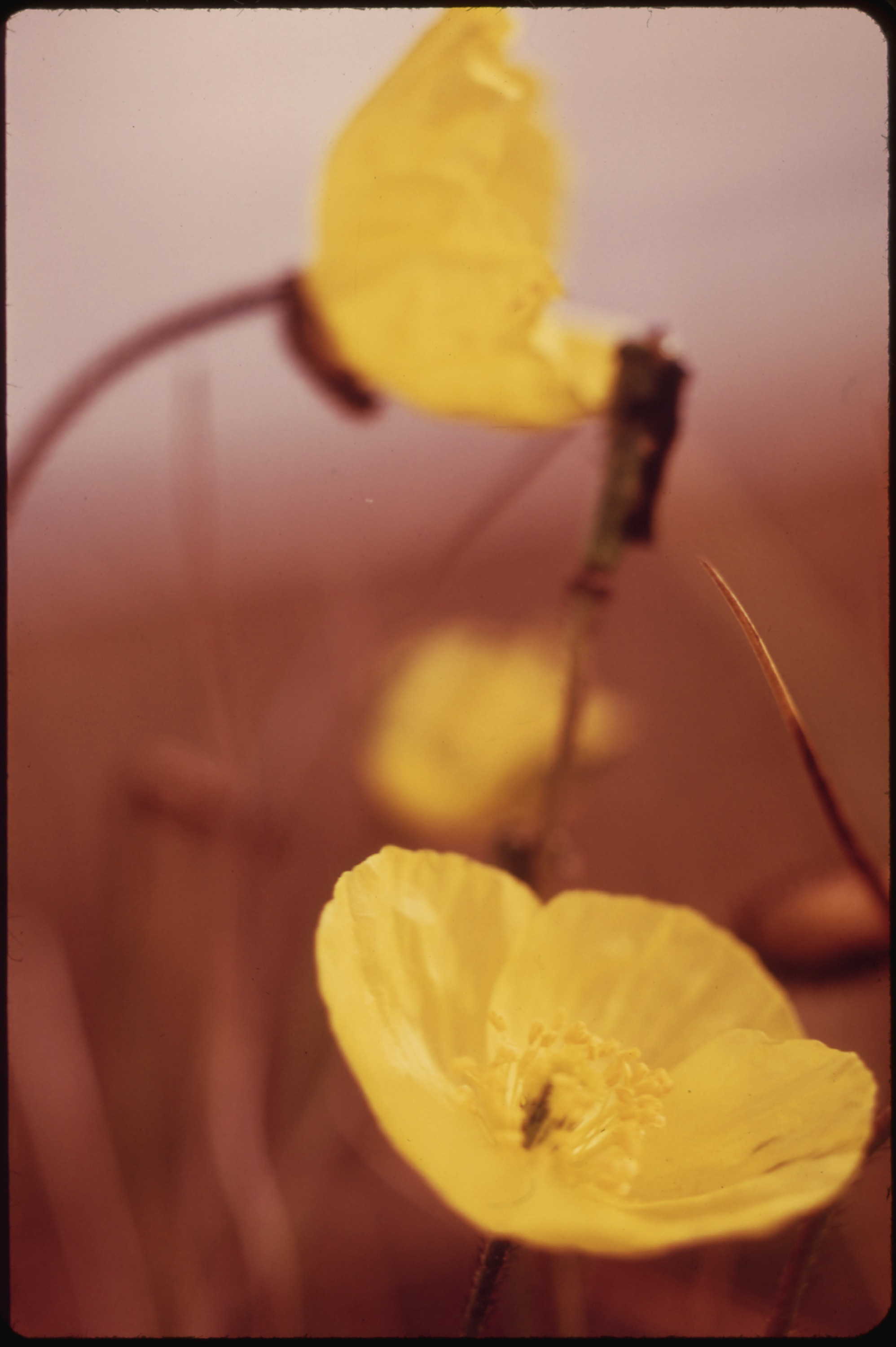
Vista de la flor

## Descripción
Esta planta es una hierba perenne producir varios tallos erectos de hasta unos 46 centímetros de altura máxima, cada uno con una o más flores. Las láminas de las hojas están divididas en varios lóbulos puntiagudos que son enteras o subdivididas. El forraje es a menudo muy peludo. Las flores tienen hasta 10 pétalos de color amarillo, aunque algunos pétalos pueden faltar. Los aquenios se desarrollan en una cabeza cilíndrica. La variedad affinis es generalmente una planta más robusta, y los segmentos de la hoja no se subdividen generalmente en pequeños lóbulos.

## Distribución y hábitat
En América del Norte, esta especie se produce en el Ártico, y más lejos al sur, en climas alpinos. Se puede encontrar a lo largo del norte de Canadá y al sur del círculo polar ártico, y hacia abajo a través del noroeste del Pacífico y las Montañas Rocosas en los Estados Unidos. Su hábitat incluye el Ártico y la tundra alpina.

## Taxonomía
Ranunculus pedatifidus fue descrita por James Edward Smith y publicado en The Cyclopaedia; or, universal dictionary of arts, . . . 29: Ranunculus n. 72. 1818.
Etimología
Ver: Ranunculus
pedatifidus: epíteto latino que significa "dividido como las patas de un pájaro".
Sinónimos
- Ranunculus amoenus Ledeb.
- Ranunculus jugentassicus N.I. Rubtzov

subsp. affinis (R.Br.) Hultén
- Ranunculus affinis R.Br.
- Ranunculus affinis var. leiocarpus Trautv.
- Ranunculus eastwoodianus L.D. Benson
- Ranunculus pedatifidus var. affinis (R.Br.) L.D.Benson
- Ranunculus pedatifidus var. leiocarpus (Trautv.) Fernald	[6]